# Thrasydaios
Thrasydaios (? - ?) là bạo chúa Hy Lạp của thành bang Akragras và là người con kế vị Theron. Hầu như trong suốt cuộc đời của cha mình, ông được Theron bổ nhiệm vào chính phủ thành bang Himera sau cuộc chiến tranh Sicilia, do các hành vi bạo lực và cai trị độc đoán hà khắc của Thrasydaios khiến dân chúng oán thán mà vùng lên nổi dậy. Nhưng khi họ đề nghị hỗ trợ Hieron I của Siracusa thì tên bạo chúa này đã phản bội họ câu kết với Theron, nhờ sự hợp tác này mà Theron dễ dàng sai người giết chết người cầm đầu nhóm bất mãn và mau chóng tái lập quyền lực của mình. Cho dù Thrasydaios vẫn giữ được vị trí của mình tại Himera sau này nhưng khi Theron mất vào năm 473 TCN, ông kế vị mà không có sự phản đối về chủ quyền của cả hai thành phố. Tính cách độc đoán và chuyên quyền của ông đã sớm bộc lộ trong thời gian cai trị lúc đầu khiến Thrasydaios mất đi sự ủng hộ của dân chúng ở Akragras và Himera. Nhưng mục tiêu đầu tiên của ông vẫn là nối lại cuộc chiến với Hieron, chống lại người đồng minh thân cận đã tham gia tích cực trong suốt cuộc đời của cha mình. Vì vậy ông cho tập hợp một lực lượng lớn lính đánh thuê và một đạo quân mới tuyển được từ Akragras và Himera rồi tiến đánh Hieron, để rồi đại bại sau một trận chiến dai dẳng và đẫm máu giữa đôi bên, dân chúng Akragras nhân cơ hội này đã nhanh chóng trục xuất Thrasydaios ra khỏi thành phố của họ và chào đón vị chủ nhân mới là Gelon và Hieron vào tiếp quản. Ông vội vàng trốn thoát đến Hy Lạp ẩn náu chờ đợi thời cơ phục vị nhưng ít lâu sau bị bắt tại Megara và bị hành quyết công khai.